# مدينة الحجاج بأبو عجرم
مدينة الحجاج بِأبو عجرم هي مقر موسمي سعودي في مركز أبو عجرم في منطقة الجوف شمال السعودية، يُتخذ لاستقبال ومبيت الحجاج القادمين من منفذ جديد عرعر من العراق والحجاج القادمين من منفذ الحديثة من الأردن، تُزوّد المدينة بمنظومة خدمات متكاملة، تُنصب الخيام فيها في مواسم الحج، وفيها عيادة خاصة لاستقبال المرضى والكشف عليهم، وفرق صحية تطوعية أخرى، وللمدينة شبكة مياه، وتزوّد بمولدات كهربائية.